# Ladyhawke
Phillipa "Pip" Brown , bedre kendt under sit kunstnernavn Ladyhawke, er en sanger og sangskriver fra New Zealand. På sine studieindspilninger spiller Ladyhawke alle instrumenter selv. 

## Diskografi

### Album
- Ladyhawke (2008, Modular Recordings) AU #16 NZ #15 UK #16

### Singler
- Back Of The Van (2008, Modular Recordings) UK #93
- Paris Is Burning (2008, Modular Recordings) AU #52 NZ #40 UK #47
- Dusk Til Dawn (2008, Modular Recordings) UK #78
- My Delirium (2008, Modular Recordings) AU #8 NZ #13 UK #33 DK #36